# ان‌جی‌سی ۲۵
ان‌جی‌سی ۲۵ (به انگلیسی: NGC 25) یک کهکشان عدسی است که در صورت فلکی سیمرغ قرار دارد.